# Marto
Marto es una compañía española productora y comercializadora de productos relacionados con la historia de Toledo y su artesanía, como armas blancas, espadas, sables, dagas y armaduras. Su nombre es un acrónimo de Manufacturas y Artes de Toledo. Está considerada como uno de los más grandes fabricantes de espadas del mundo, exportando sus productos a nivel nacional e internacional, siendo los Estados Unidos el principal consumidor.

## Fundación
La empresa fue fundada por Justo San Juan Medina,Juan Antonio Fernández Díaz y Agustín Izquierdo  en el año 1961, en un enclave conocido como la Granja.Desde el año 2008 es propiedad de Espadas y Sables de Toledo S.L. Y desde 2011, el grupo empresarial Windlass adquirió la empresa a través de Atlanta Cutlery Corporation.
El 22 de junio de 2007, la Confederación Regional de Empresarios de Castilla-La Mancha, con motivo de su XI Edición Galardones Empresariales, otorgó a Marto el premio a la empresa con mayor proyección nacional.

## Historia

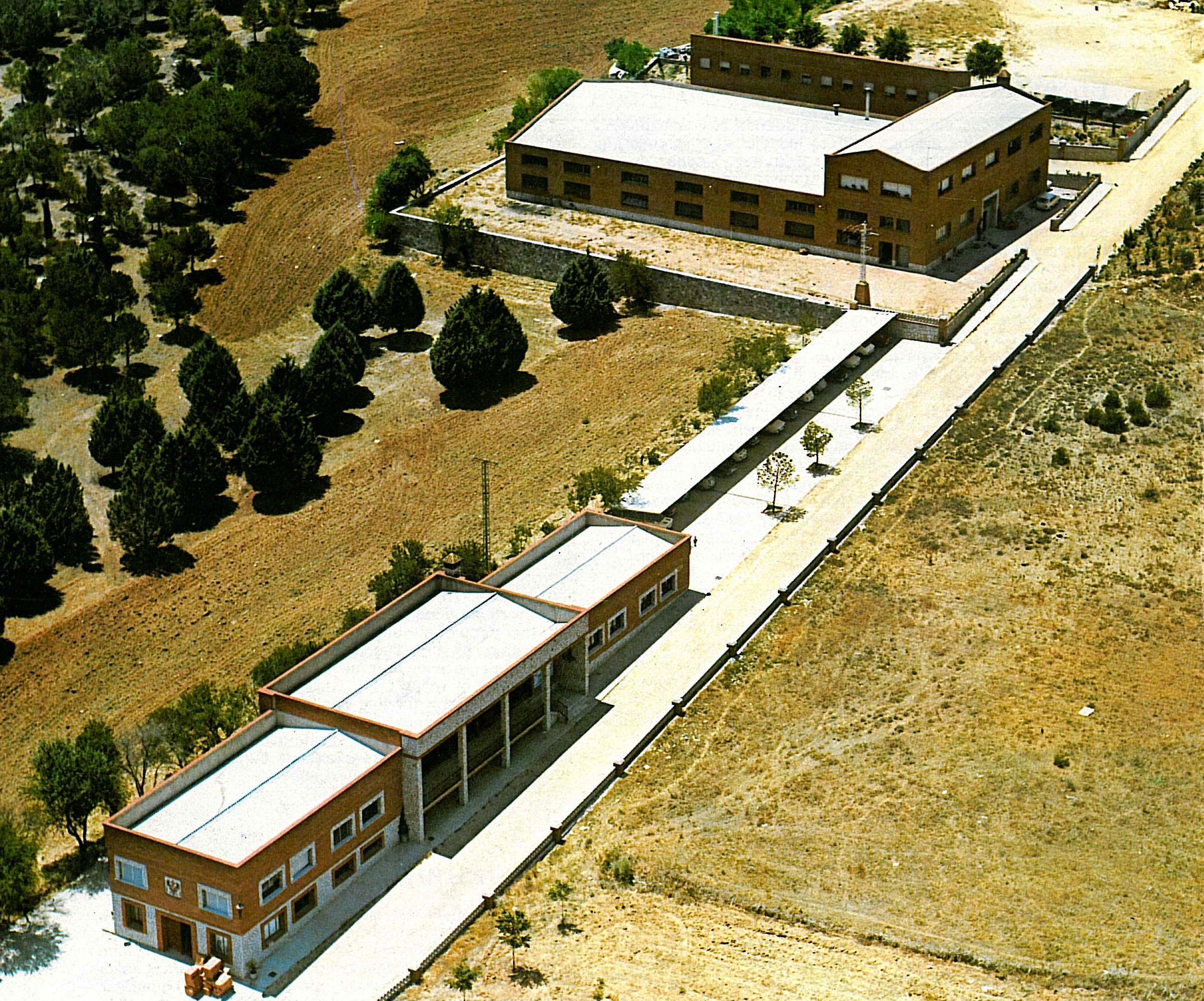
Fábrica de Marto en 1967

Su primer taller contó con una treintena de artesanos formados en la Real Fábrica de Armas.
En 1967, por razones de logística y expansión de negocio, la empresa se trasladó a una finca a las afueras de Toledo, en Olías del Rey, al margen de la A-42, autovía que conecta Madrid con Toledo. Bajo la dirección de Justo San Juan Medina, Juan Antonio Fernández Díaz y Agustín Izquierdo Ramos la empresa tuvo un gran crecimiento, y en los años 80, en colaboración con los Hermanos Arribas (Arribas Brothers), introdujo sus productos en los parques de Disney.
Las espadas y armaduras fabricadas por Martos se exponen en museos como la Real Armería de Madrid, Museo Metropolitano de Arte de Nueva York,  el Museo del Hermitage o el Museo del Ejército.
La empresa posee una licencia especial para comercializar réplicas de espadas que aparecen en diversas películas como El Señor de los Anillos, Conan el Bárbaro, Gladiator, Excalibur, Alejandro Magno, Highlander, entre otras.

## Colaboraciones

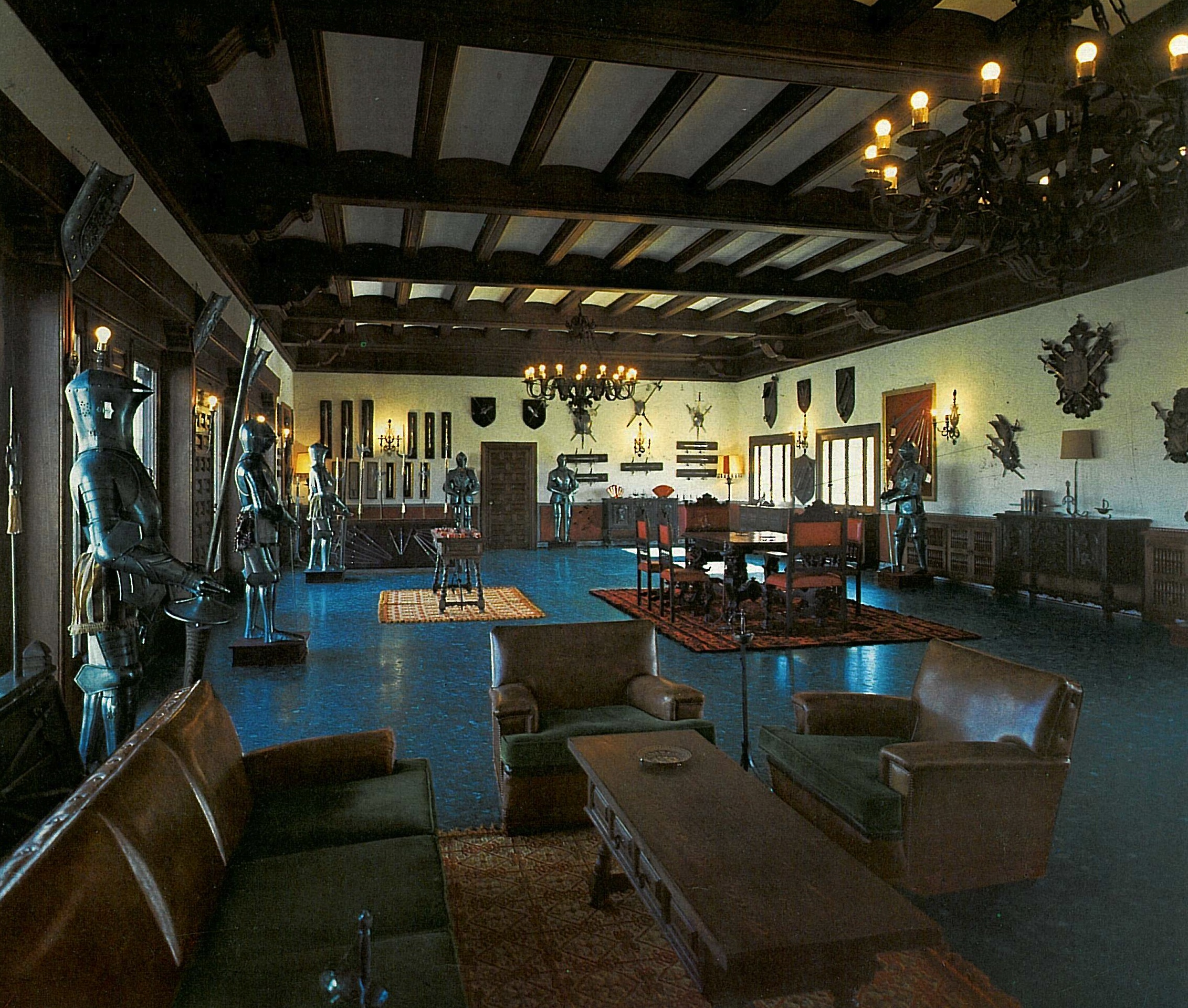
Exposición de Marto en 1972

El Ayuntamiento de Toledo, en colaboración con la Universidad de Castilla-La Mancha y la Asociación de espaderos, después de un largo periodo de esfuerzo y trabajo, han desarrollado la marca «Hecho en Toledo», para que los consumidores tengan la seguridad y garantía de comprar auténticas y legítimas espadas fabricadas totalmente en Toledo.
Esta garantía ya se poseía en 1567, cuando el rey Felipe II manifestaba por mandato real su preocupación por las espadas que venían del extranjero: «Que no consientan ni den lugar a que se metan espadas algunas en nuestros reinos de fuera de ellos y que las hechas en Toledo traigan la marca y señal del maestro que las hubiere hecho y fabricado y del lugar donde son hechas, y el que lo contradijese sea tenido por falsario y pierdan las dichas espadas».